# Besleria yatuana
Besleria yatuana är en tvåhjärtbladig växtart som beskrevs av Feuillet. Besleria yatuana ingår i släktet Besleria och familjen Gesneriaceae. Inga underarter finns listade i Catalogue of Life.